# Joe Salisbury
Joe Salisbury, född 20 april 1992, är en brittisk tennisspelare. 

## Karriär
I februari 2020 vann Salisbury och Rajeev Ram dubbeln vid Australiska öppna 2020, vilket var hans första Grand Slam-titel.

## Titlar och finaler

### Grand Slam

#### Dubbel: 2 (1 titel, 1 andraplats)
| Resultat | År   | Mästerskap        | Underlag   | Medspelare | Motståndare              | Resultat |
| -------- | ---- | ----------------- | ---------- | ---------- | ------------------------ | -------- |
| Vinnare  | 2020 | Australiska öppna | Hard court | Rajeev Ram | Max Purcell Luke Saville | 6–4, 6–2 |
| Tvåa     | 2021 | Australiska öppna | Hard court | Rajeev Ram | Ivan Dodig Filip Polášek | 3–6, 4–6 |

#### Mixed dubbel: 1 (1 titel)
| Resultat | År   | Mästerskap    | Underlag | Medspelare       | Motståndare                   | Resultat         |
| -------- | ---- | ------------- | -------- | ---------------- | ----------------------------- | ---------------- |
| Vinnare  | 2021 | Franska öppna | Grus     | Desirae Krawczyk | Jelena Vesnina Aslan Karatsev | 2–6, 6–4, [10–5] |

### ATP-finaler i kronologisk ordning

#### Dubbel: 11 (5 titlar, 6 andraplatser)
| Teckenförklaring             |
| ---------------------------- |
| Grand Slam turneringar (1–1) |
| ATP Finals (0–0)             |
| ATP Tour Masters 1000 (0–1)  |
| ATP Tour 500 (3–1)           |
| ATP Tour 250 (1–3)           |

| Finaler efter underlag |
| ---------------------- |
| Hard court (5–3)       |
| Grus (0–1)             |
| Gräs (0–2)             |

| Resultat | V–F | Datum          | Turnering                                         | Kategori     | Underlag       | Medspelare    | Motståndare                       | Resultat              |
| -------- | --- | -------------- | ------------------------------------------------- | ------------ | -------------- | ------------- | --------------------------------- | --------------------- |
| Vinnare  | 1–0 | September 2018 | Shenzhen Open, Kina                               | 250 Series   | Hard court     | Ben McLachlan | Robert Lindstedt Rajeev Ram       | 7–6(7–5), 7–6(7–4)    |
| Vinnare  | 2–0 | Oktober 2018   | Vienna Open, Österrike                            | 500 Series   | Hard court (i) | Neal Skupski  | Mike Bryan Édouard Roger-Vasselin | 7–6(7–5), 6–3         |
| Tvåa     | 2–1 | Januari 2019   | Brisbane International, Australien                | 250 Series   | Hard court     | Rajeev Ram    | Marcus Daniell Wesley Koolhof     | 4–6, 6–7(6–8)         |
| Vinnare  | 3–1 | Mars 2019      | Dubai Tennis Championships, Förenade Arabemiraten | 500 Series   | Hard court     | Rajeev Ram    | Ben McLachlan Jan-Lennard Struff  | 7–6(7–4), 6–3         |
| Tvåa     | 3–2 | Juni 2019      | Queen's Club Championships, Storbritannien        | 500 Series   | Gräs           | Rajeev Ram    | Feliciano López Andy Murray       | 6–7(6–8), 7–5, [5–10] |
| Tvåa     | 3–3 | Oktober 2019   | European Open, Belgien                            | 250 Series   | Hard court (i) | Rajeev Ram    | Kevin Krawietz Andreas Mies       | 6–7(1–7), 3–6         |
| Vinnare  | 4–3 | Oktober 2019   | Vienna Open, Österrike (2)                        | 500 Series   | Hard court (i) | Rajeev Ram    | Łukasz Kubot Marcelo Melo         | 6–4, 6–7(5–7), [10–5] |
| Vinnare  | 5–3 | Februari 2020  | Australiska öppna, Australien                     | Grand Slam   | Hard court     | Rajeev Ram    | Max Purcell Luke Saville          | 6–4, 6–2              |
| Tvåa     | 5–4 | Februari 2021  | Australiska öppna, Australien                     | Grand Slam   | Hard court     | Rajeev Ram    | Ivan Dodig Filip Polášek          | 3–6, 4–6              |
| Tvåa     | 5–5 | Maj 2021       | Italian Open, Italien                             | Masters 1000 | Grus           | Rajeev Ram    | Nikola Mektić Mate Pavić          | 4–6, 6–7(4–7)         |
| Tvåa     | 5–6 | Juni 2021      | Eastbourne International, Storbritannien          | 250 Series   | Gräs           | Rajeev Ram    | Nikola Mektić Mate Pavić          | 4–6, 3–6              |